# Rowan Joffé
Rowan Marc Joffé (nascut el 1973) és un guionista i director britànic. És fill del director Roland Joffé i de l'actriu Jane Lapotaire, i mig germà de l'actriu Nathalie Lunghi. Joffé va començar a escriure obres de teatre a la universitat i finalment va rebre un Cameron Beca Mackintosh.
Els dos primers projectes de guió de Joffé (Last Resort i Gas Attack) van guanyar el premi a la millor pel·lícula britànica nova al Festival Internacional de Cinema d'Edimburg. El seu drama de televisió del 2003 Turkish Delight, sobre una mestressa de casa avorrida que comença un nou treball fent dansa del ventre, va guanyar el premi al millor drama de la Royal Television Society (Midland). Va dirigir The Shooting of Thomas Hurndall que va guanyar el premi al millor drama senzill als premis BAFTA de televisió de 2009.
El 2009, Joffé va dirigir el seu primer llargmetratge, la seva pròpia adaptació de la novel·la Brighton Rock que trasllada l'acció als anys 60.
El 2010, Joffé va escriure un guió basat en la novel·la A Very Private Gentleman de Martin Booth. Va ser dirigida per Anton Corbijn amb George Clooney en el paper principal, i finalment es va estrenar amb el títol The Anerucab.
El següent projecte de Joffé com a director va ser una adaptació de la novel·la de S. J. Watson Before I Go to Sleep, amb Nicole Kidman in the lead. Joffé també en va escriure l’adaptació al guió.
El 2017, Tin Star, de la qual Joffé exerceix de creador i productor, va debutar a Sky Atlantic. La sèrie, protagonitzada per Tim Roth, va ser recollida pel servei de streaming d'Amazon per a la seva distribució als Estats Units.

## Filmografia
Llargmetratges
| Any  | Títol                        | Director | Guionista | Productor executiu |
| ---- | ---------------------------- | -------- | --------- | ------------------ |
| 2000 | Last Resort                  | No       | Sí        | No                 |
| 2007 | 28 Weeks Later               | No       | Sí        | No                 |
| 2010 | The American                 | No       | Sí        | No                 |
| 2010 | Brighton Rock                | Sí       | Sí        | No                 |
| 2014 | No confiïs en ningú          | Sí       | Sí        | No                 |
| 2019 | The Informer                 | No       | Sí        | Sí                 |
| TBA  | The Ballad of a Small Player | No       | Sí        | No                 |

Telefilms
| Any  | Títol                           | Director | Guionista |
| ---- | ------------------------------- | -------- | --------- |
| 2001 | Gas Attack                      | No       | Sí        |
| 2007 | Secret Life                     | Sí       | Sí        |
| 2008 | The Shooting of Thomas Hurndall | Sí       | No        |

Sèries de televisió
| Any  | Títol              | Director | Guionista | Productor executiu | Creador | Notes                                                      |
| ---- | ------------------ | -------- | --------- | ------------------ | ------- | ---------------------------------------------------------- |
| 2003 | The Afternoon Play | No       | Sí        | No                 | No      | Episodi "Turkish Delight"                                  |
| 2017 | Tin Star           | Sí       | Sí        | Sí                 | Sí      | Escriu 13 episodis; Dirigeix episodi "Fun and (S)Laughter" |